# Joshua Poznanski
Joshua Poznanski (* 6. Juni 1995 in Frankfurt am Main) ist ein deutscher American-Football-Spieler. Er ist als Strong Safety für die Frankfurt Galaxy in der European League of Football (ELF) aktiv. 2017 wurde er Defensiv MVP der Frankfurt Universe und Interception Leader der German Football League. 2021 wurde er der erste nicht aus den Vereinigten Staaten stammende Athlet, der jemals die Auszeichnung „Player of the Week“ erhalten hat und fing 2021 erneut die meisten Interceptions – dieses Mal in der in diesem Jahr neu gegründeten European League of Football. Im selben Jahr gewann er mit der Frankfurt Galaxy die Championship der ELF. Poznanski ist Captain der Frankfurt Galaxy, deutscher Nationalspieler und ein European All Star Safety.

## Werdegang
Poznanski begann 2006 bei den Frankfurt Pirates mit dem Flag Football, ehe er für zwei Jahre ins Jugendteam der Wiesbaden Phantoms wechselte. Nach den Phantoms spielte er erneut bei den Frankfurt Pirates, wo er sowohl als Defensive Back als auch als Wide Receiver und Quarterback eingesetzt wurde. Nach der Saison 2014 stieg er mit den Pirates aus der German Football League 2 in die drittklassige Regionalliga ab. Zur Saison 2016 wechselte Poznanski zur Frankfurt Universe in die German Football League. Dort war er zunächst nicht als Starter vorgesehen, doch kam er aufgrund von Verletzungen seiner Teamkollegen von Beginn an zu einigen Einsätzen. Seiner Rolle als Ersatzmann wurde der damals 21-jährige Poznanski mehr als gerecht, weshalb ihn Cheftrainer Markus Grahn als „Riesenüberraschung“ bezeichnete. So konnte Poznanski zum Saisonende teamintern die fünftmeisten Tackles vorweisen. Gemeinsam mit der Universe gewann Poznanski 2016 zudem den EFL Bowl. In den folgenden Jahren war Poznanski Stammspieler bei der Universe. 2017 war er zudem Teil der deutschen Nationalmannschaft bei den World Games in Breslau. Dort schlug er mit Deutschland als erstes europäisches Team die Delegation der USA und gewann schließlich die Silbermedaille. Poznanski stand auch im Jahr 2020 bei der Universe unter Vertrag, allerdings konnte aufgrund der COVID-19-Pandemie keine Football-Saison ausgetragen werden.
European League of Football
Zur historisch ersten Saison der European League of Football 2021 wurde Poznanski von der Frankfurt Galaxy verpflichtet. Vom Beginn der Saison an gehörte er auf der Position des Safetys zum Stammpersonal. In der neunten Spielwoche retournierte er beim Spiel gegen die Panthers Wrocław in Breslau zwei Interceptions zum Touchdown und trug damit erheblich zum 36:7-Sieg der Galaxy bei. Daraufhin wurde er von der ELF als Spieltags-MVP ausgezeichnet. Er war der erste nicht aus den Vereinigten Staaten stammende Athlet, der diese Auszeichnung erhielt. Poznanski erreichte mit der Galaxy das erste ELF Championship Game in Düsseldorf, das die Frankfurter mit 32:30 gegen die Hamburg Sea Devils gewannen. Bereits nach Abschluss der regulären Saison wurde er in das All-Star-Team der ELF berufen. Vom Sportmagazin American Football International wurde Poznanski zudem zum Jahresende in das AFI’s All-Europe Team 2021 ernannt. In der fünften Spielwoche der Saison 2022 zog sich Poznanski im Spiel bei den Raiders Tirol einen Syndesmosebandriss zu. Nach einer weiteren leichten Verletzung, die er sich im Trainingslager zugezogen hatte, feierte er in der Saison 2023 ein fulminantes Comeback und wurde von RAN Football zum „Ran Player of the Week“ gewählt. Poznanski konnte sein Team bis ins Halbfinale gegen Erzrivalen Düsseldorf Rhein Fire führen, was die Frankfurt Galaxy trotz anfänglicher Führung bis zur Pause 23:42 verlor und so den Einzug ins EFL Finale verpasste. Im November 2023 schloss er sich zudem dem Schweizer Touch-Football- und 7vs7-Team Baselland Pioneers an.

## Statistiken
| Jahr                                            | Team               | Spiele 1 | Tackles | Tackles | Tackles | Tackles | Tackles | Pass Defense | Pass Defense | Pass Defense | Pass Defense | Pass Defense | Fumbles | Fumbles | Fumbles |
| Jahr                                            | Team               | Spiele 1 | Total   | Solo    | Ast     | TFL     | Sack    | BU           | PD           | INT          | YDS          | TD           | FF      | FR      | TD      |
| ----------------------------------------------- | ------------------ | -------- | ------- | ------- | ------- | ------- | ------- | ------------ | ------------ | ------------ | ------------ | ------------ | ------- | ------- | ------- |
| German Football League 2                        |                    |          |         |         |         |         |         |              |              |              |              |              |         |         |         |
| 2013 2                                          | Frankfurt Pirates  | 07       | 024     | 12      | 12      | 0       | 0       | 04           | 05           | 01           | 053          | 0            | 0       | 0       | 0       |
| 2014 3                                          | Frankfurt Pirates  | 05       | 013     | 11      | 02      | 2       | 0       | 01           | 02           | 01           | 000          | 0            | 0       | 0       | 0       |
| GFL2 Gesamt                                     | GFL2 Gesamt        | 12       | 037     | 23      | 14      | 2       | 0       | 05           | 07           | 02           | 053          | 0            | 0       | 0       | 0       |
| German Football League                          |                    |          |         |         |         |         |         |              |              |              |              |              |         |         |         |
| 2016                                            | Frankfurt Universe | 15       | 045     | 19      | 26      | 4       | 1       | 04           | 06           | 02           | 000          | 0            | 0       | 1       | 1       |
| 2017                                            | Frankfurt Universe | 14       | 027     | 14      | 13      | 0       | 0       | 05           | 15           | 10           | 061          | 0            | 0       | 1       | 0       |
| 2018                                            | Frankfurt Universe | 17       | 039     | 21      | 18      | 2       | 0       | 06           | 09           | 03           | 034          | 0            | 0       | 0       | 0       |
| 2019                                            | Frankfurt Universe | 13       | 033     | 20      | 13      | 0       | 0       | 01           | 02           | 01           | 000          | 0            | 1       | 1       | 0       |
| GFL Gesamt                                      | GFL Gesamt         | 59       | 144     | 74      | 70      | 6       | 1       | 16           | 32           | 16           | 095          | 0            | 1       | 3       | 1       |
| European League of Football                     |                    |          |         |         |         |         |         |              |              |              |              |              |         |         |         |
| 2021                                            | Frankfurt Galaxy   | 11       | 053     | 23      | 30      | 4       | 0       | 05           | 10           | 05           | 108          | 2            | 0       | 0       | 0       |
| 2022                                            | Frankfurt Galaxy   | 05       | 023     | 13      | 10      | 2,5     | 0       | 02           | 03           | 01           | 020          | 0            | 0       | 0       | 0       |
| 2023                                            | Frankfurt Galaxy   | 10       | 036     | 21      | 15      | 0,5     | 0       | 03           |              | 02           | 100          | 0            | 0       | 1       | 0       |
| ELF Gesamt                                      | ELF Gesamt         | 26       | 112     | 57      | 55      | 7,0     | 0       | 10           | 13           | 08           | 128          | 2            | 0       | 1       | 0       |
| Quellen: stats.gfl.info, sportsmetrics.football |                    |          |         |         |         |         |         |              |              |              |              |              |         |         |         |

## Privates
In Interviews nennt Poznanski oft seine beiden älteren Brüder Amos und Noah, die ebenfalls im American Football aktiv waren, als Grund für seine frühe Begeisterung für Football. Neben seiner Sportlerkarriere ist er hauptberuflich als Deputy CEO einer europaweit tätigen E-Commerce-Unternehmensgruppe tätig und arbeitete nach Abschluss seines Studiums der Wirtschaftswissenschaften an der Goethe-Universität Frankfurt noch längere Zeit am Lehrstuhl für Finanzen und Mikroökonomie als freiberuflicher Ökonom.

## Belege
1. ↑  Joshua Poznanski in der Folge Week #9 des Podcasts Euro Ballers vom 18. August 2021.
2. ↑  Manuel Schubert: Unaufgeregter Jungspund. In: fr.de. 15. Juli 2016, abgerufen am 16. August 2021.
3. ↑  World Games: Deutsche Footballer schaffen Historisches. In: ran.de. 22. Juli 2017, abgerufen am 16. August 2021.
4. ↑  Team Roster Deutschland World Games 2017. (PDF; 399 kB) In: worldgames2017.sportresult.com. Abgerufen am 16. August 2021 (englisch).
5. ↑  Still In Purple - Joshua Poznanski. In: frankfurt-universe.de. 19. Dezember 2019, abgerufen am 16. August 2021.
6. ↑  Full Roster of the European League of Football All Star Game Revealed. In: europeanleague.football. 10. September 2021, abgerufen am 27. September 2021 (englisch).
7. ↑  JC Abbott: AFI’s All-Europe Team: Defensive Back – Joshua Poznanski, Frankfurt Galaxy. In: americanfootballinternational.com. 27. Dezember 2021, abgerufen am 27. Dezember 2021 (englisch).
8. ↑  Weekly Roster Moves. In: europeanleague.football. 7. Juli 2022, abgerufen am 7. Juli 2022 (englisch).
9. ↑  Aussage Joshua Poznanski in Sami on the Road / Week 9 / Wroclaw Panthers vs. Frankfurt Galaxy vom 31. Juli 2022, abgerufen am 21. Juli 2022.
10. ↑  Stefan Klüttermann: „Tag wird kommen, an dem wir sie schlagen“: Wie sehr die Niederlagen gegen Rhein Fire an Galaxy nagen. 4. Oktober 2023, abgerufen am 2. November 2023.
11. ↑  Statistiken GFL. In: stats.gfl.info. Abgerufen am 16. August 2021.
12. ↑  SportsMetrics. Abgerufen am 8. September 2023.
13. ↑  Verstärkung aus der Region. In: football-aktuell.de. 14. Februar 2017, abgerufen am 23. April 2022.

| Personendaten    | Personendaten             |
| ---------------- | ------------------------- |
| NAME             | Poznanski, Joshua         |
| KURZBESCHREIBUNG | deutscher Footballspieler |
| GEBURTSDATUM     | 6. Juni 1995              |
| GEBURTSORT       | Frankfurt am Main         |